# تفارغية

مثال على التفارغية في بروتين الهيموغلوبين

التفارغية هي صفة لمجموعة من الضوابط، تدعى الضوابط التفارغية (أو التنظيم التفارغي)، والتي تقوم بتنظيم ارتباط البروتين مع جزيء مؤثر في موقع نشط ما دون آخر.
يعرف الموقع الذي يرتبط فيه المؤثر باسم الموقع التفارغي. تسمح المواقع التفارغية للمؤثرات أن ترتبط مع البروتين، مما يؤدي غالباً إلى حدوث تغيرات في الهيئة. يمكن تقسيم المؤثرات حسب الأثر في تفعيل البروتين إلى مؤثرات تفارغية فعّالة ومؤثرات تفارغية مثبّطة.
تلعب التفارغية دوراً مهماً في تأشير الخلية، كما أنها مهمة في تحديد قدرة الخلايا على ضبط فعالية الإنزيمات.

## نموذج
يمكن تفسير العديد من التأثيرات التفارغية من خلال نموذج MWC المتفق عليه الذي طرحه مونود وويمان وتشنجوكس أو من خلال النموذج المتسلسل (المعروف أيضًا باسم نموذج KNF) الذي وصفه كوشلاند ونيميثي وفيلمر. ويفترض كلاهما أن الوحدات البروتينية الفرعية  موجودة في أحد المطابقتين، المتوترة (T) أو المرخية (R)، وأن الوحدات الفرعية المسترخية تربط الركيزة بسهولة أكبر من تلك الموجودة في الحالة المتوترة. يختلف النموذجان كثيرًا في افتراضاتهما حول تفاعل الوحدة الفرعية والوجود المسبق لكلا الحالتين. بالنسبة للبروتينات التي توجد فيها وحدات فرعية في أكثر من مطابقتين، يمكن استخدام نموذج المناظر الطبيعية التفارغية الذي وصفه كوينديت وينشتاين وليفين وقد يُسهل تطور تغييرات تكوينية واسعة النطاق ومنخفضة الطاقة التنظيم التفارغي، والتي تتيح تفاعلًا تفارغيًا طويل المدى بين مواقع الارتباط البعيدة.

## اقرأ أيضاً
- إنزيم
- بروتين